# Myxosporium rosae
Myxosporium rosae är en svampart som beskrevs av Fuckel 1870. Myxosporium rosae ingår i släktet Myxosporium, divisionen sporsäcksvampar och riket svampar.   Inga underarter finns listade i Catalogue of Life.